# Albunea symmysta
Albunea symmysta is een tienpotigensoort uit de familie Albuneidae. De wetenschappelijke naam werd gepubliceerd in 1758 door Carl Linnaeus in de tiende editie van Systema naturae.